# Pieni Rapasalo
Pieni Rapasalo är en ö i Finland. Den ligger i sjön Kivijärvi och i kommunen Luumäki i den ekonomiska regionen  Villmanstrands ekonomiska region  och landskapet Södra Karelen, i den södra delen av landet, 180 km nordost om huvudstaden Helsingfors. Öns area är 42,1 hektar och dess största längd är 1,4 kilometer i sydöst-nordvästlig riktning.